# Arcatera : La Confrérie des ombres
Arcatera : La Confrérie des ombres (Arcatera: The Dark Brotherhood) est un jeu vidéo de rôle développé par le studio allemand Westka Interactive et édité par Ubisoft en août 2000 pour Windows.

## Trame
La ville de Senora a été prise par la Confrérie noire, et le joueur doit vaincre les ennemis.

## Système de jeu
Les joueurs explorent la ville, interagissent avec les personnages et rassemblent des informations pour faire avancer l'histoire. Il y a quatre personnages disponibles: un combattant, un voleur, un magicien et un moine.

## Développement
Le concept et l'histoire étaient en développement depuis plus de 12 ans, et c'était le premier projet de jeu vidéo à l'international de Westka. Une bande dessinée basée sur le jeu a également été publiée.